# Sant Llorenç de Selmella

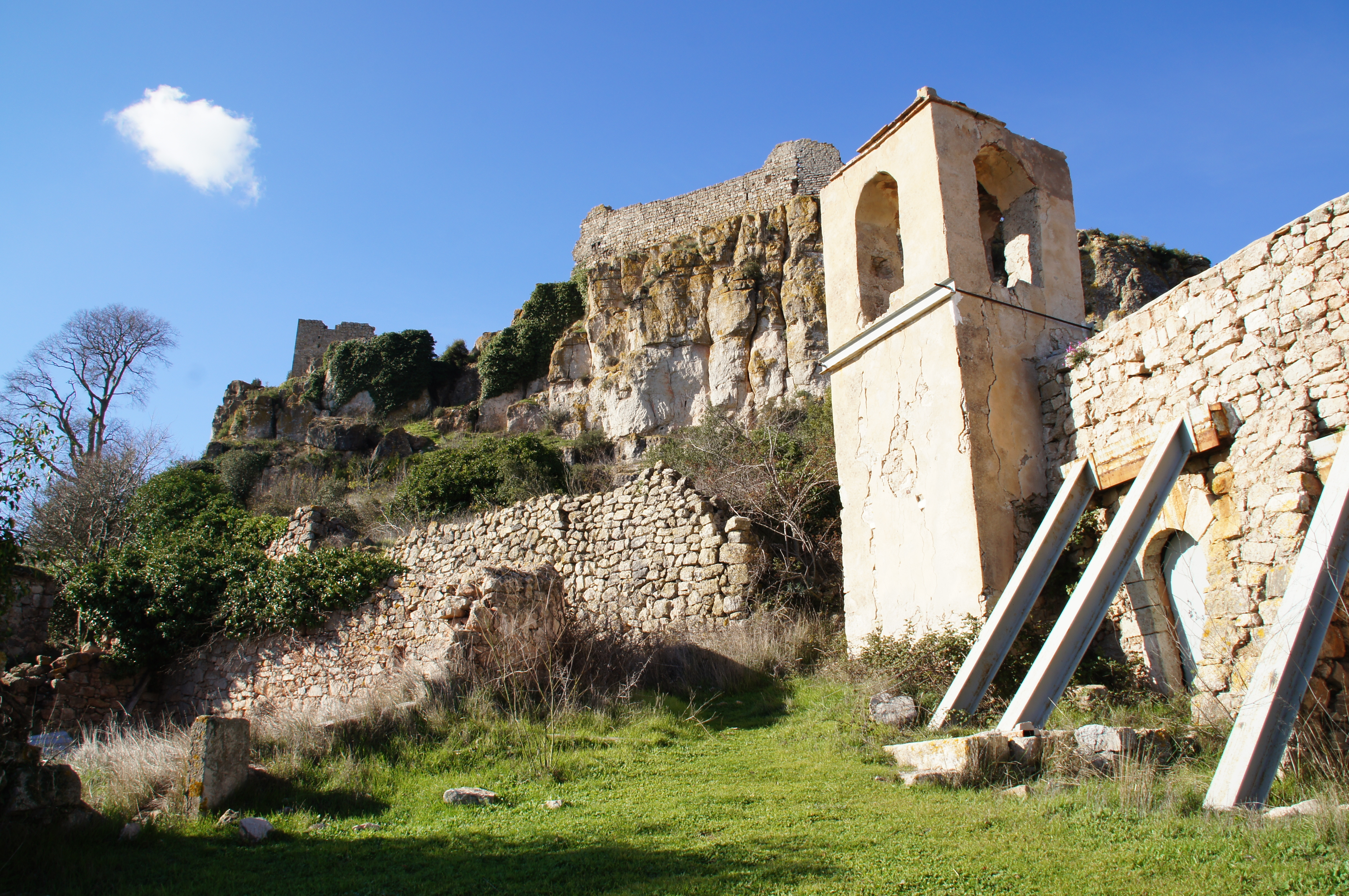
L'església i, al fons, el castell de Selmella

Sant Llorenç de Selmella és una antiga església del despoblat de Selmella situat al nord del municipi del Pont d'Armentera (Alt Camp). Està protegida com a bé cultural d'interès local.
Es troba a pocs metres de les restes d'un antic castell fronterer de la Marca Hispànica, situat al capdamunt del turó del mateix nom que presideix el nucli urbà i que està datat a finals del segle x o principis del segle xi. Actualment pertany al municipi del Pont d'Armentera (Alt Camp). El poble de Selmella és un conjunt de pedres amuntegades. L'església, però, encara conserva les parets dretes, l'absis, el campanar i una part de la volta del sostre de la nau.
El 2009 encara era en un estat ruïnós, en part per l'abandó del nucli i en part per l'espoli a què s'ha vist sotmesa. Tanmateix, conserva encara la porta d'accés, d'arc de mig punt amb grans dovelles de pedra, i la volta, parcialment ensorrada.
També s'hi poden observar elements que, malgrat les transformacions experimentades al llarg del temps, mostren característiques romàniques de transició al gòtic i plenament gòtiques (arcs apuntats). La coberta exterior és de teula, a un vessant.

## Estil
L'església de Sant Llorenç és un edifici romànic del segle xii que, juntament amb el castell, formava part del conjunt fortificat de Selmella.
Es tracta d'un edifici de planta trapezoïdal, d'una sola nau, i amb un absis també trapezoïdal. La volta de la nau pràcticament ha desaparegut, tot i que encara es conserva parcialment la volta d'aresta d'una capella lateral situada al nord de l'edifici. L'edifici no és construït en un terreny pla i això es veu clarament a l'interior, on per superar aquest desnivell hi ha fins i tot dos esglaons.
La porta d'accés és al mur sud i està emmarcada per un bonic arc de mig punt. Al costat de la porta arrenca un campanar, de planta quadrada, que sobresurt del mur de la nau. Aquesta torre té unes finestres molt simples, possiblement refetes molt després de la construcció de l'edifici. També en aquest mur sud, cap a l'est, hi ha dos grans contraforts que el sustenten, ja que possiblement en algun moment devia córrer el perill de desplomar-se.
Malgrat la inexistència de fonts documentals que hi facin referència i les profundes transformacions que ha patit l'edifici, es pot dir que aquesta església és una de les mostres més antigues del romànic en aquesta zona del nord-est de la comarca de l'Alt Camp (dins l'actual província de Tarragona), a tocar de les de la Conca de Barberà, l'Anoia i l'Alt Penedès.

## Història
L'església de Sant Llorenç de Selmella depenia de la parròquia de Santa Maria del Querol.
Atès el mal estat de conservació del conjunt es va proposar una rehabilitació del castell, i des de 2003 s'hi han dut a terme excavacions per part d'arqueòlegs de la UAB. Però no va ser fins al 2009 que es va aconseguir aprovar un pressupost per a la restauració de l'església, que es trobava en estat precari i en perill d'ensorrament.
El desembre 2008, l'Arquebisbat de Tarragona va decretar la dessacralització de l'església i cedir la propietat a l'ajuntament, «atès el mal estat de l'església […] sense cap utilitat cultual des de fa unes dècades». El juny 2009 l'ajuntament va decidir la rehabilitació, amb l'ajuda de l'Institut Català del Sol i la Fundació Bosch Aymerich. L'obra d'urgència està acabada, la restauració completa està en preparació.